# Internationale erkenning van Abchazië en Zuid-Ossetië

Abchazië en Zuid-Ossetië ten opzichte van Georgië en Rusland

Abchazië en Zuid-Ossetië zijn twee geografische entiteiten waarvan de status internationaal omstreden is.

## Achtergrond
Abchazië en Zuid-Ossetië zijn twee zelfverklaarde en de facto van Georgië afgescheiden republieken. Beiden waren binnen de Georgische Sovjetrepubliek autonome deelregio's en verklaarden zich begin jaren 1990 onafhankelijk. In augustus 2008 probeerde Georgië het verloren gezag over Zuid-Ossetië te herstellen. Dit mislukte als gevolg van een Russische interventie ten gunste van de Zuid-Ossetische opstandelingen. Rusland waarschuwde in de periode 2006-2008 dat het Abchazië, Zuid-Ossetië en andere de facto staten in de voormalige Sovjet-ruimte zou gaan erkennen bij westerse erkenning van Kosovo.

## Erkenning

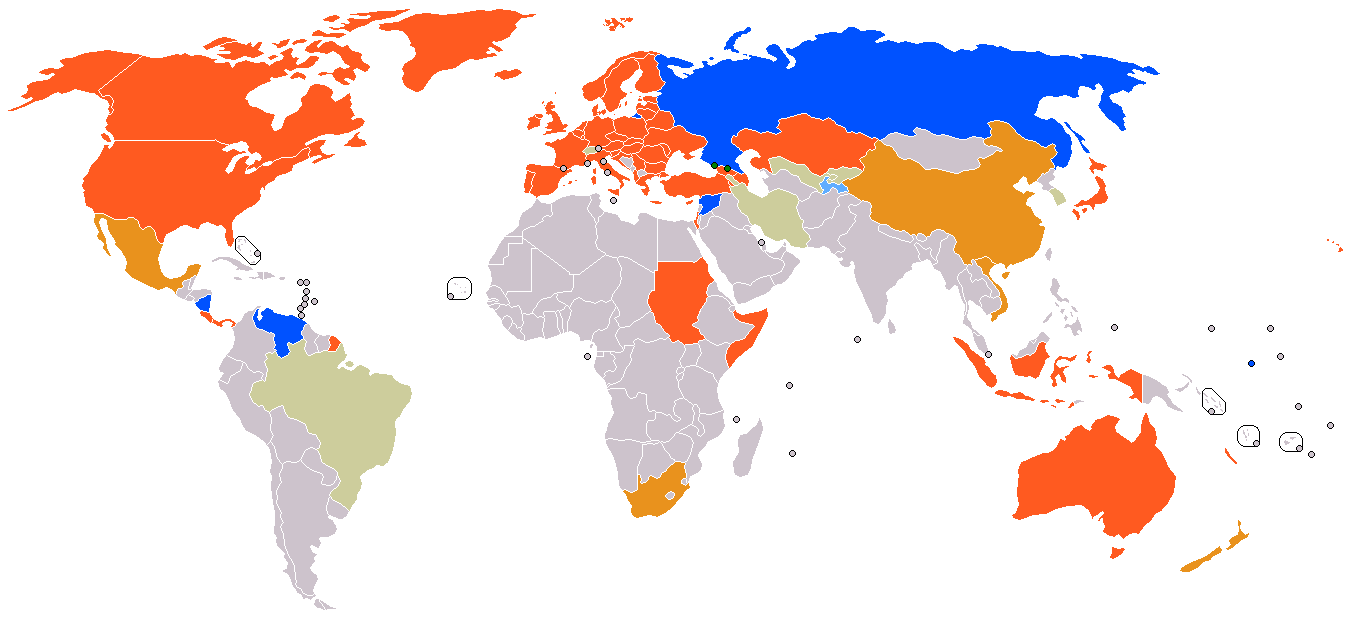
Standpunt per land over Abchazië en Zuid-Ossetië:
Abchazië en Zuid-Ossetië zelf. Beide landen erkennen elkaars onafhankelijkheid.
Staten die de onafhankelijkheid van Abchazië en Zuid-Ossetië formeel erkennen.
Staten die positief staan ten opzichte van de Abchazische en Zuid-Ossetische onafhankelijkheid.
Staten die hebben verklaard neutraal te staan in deze kwestie.
Staten die verdere onderhandelingen willen afwachten.
Staten die hebben verklaard Abchazië en Zuid-Ossetië niet als onafhankelijk te zullen erkennen.
Geen standpunt bekend

Rusland erkende op 26 augustus 2008 de onafhankelijkheid van de twee Georgische afscheidingsregio's Abchazië en Zuid-Ossetië, als direct gevolg van de Russisch-Georgische Oorlog. Beide gebieden werden feitelijk protectoraten van Rusland 
door belegering en de integratie van veiligheidsstructuren zoals grensbewaking en krijgsmacht.
Na deze erkenning brachten verschillende staten een verklaring uit ten opzichte van de erkenning van deze twee de-facto republieken. Enkele Rusland gezinde landen volgden in het erkennen van de onafhankelijkheid.
Sinds 2 september 2008 is Nicaragua het tweede land dat de onafhankelijkheid van Abchazië en Zuid-Ossetië erkent. Een jaar later volgde Venezuela na het sluiten van een gunstige wapendeal met Rusland. Er volgden nog enkele Pacifische ministaatjes, waarvan sinds 2014 alleen nog Nauru beide regio's erkent, dat in ruil daarvoor een fors krediet van Moskou heeft gekregen. Na jaren van stilstand en het intrekken van de erkenningen door Tuvalu (2014) en Vanuatu (2013) verraste Syrië in mei 2018 met de erkenning van beide regio's. Dit werd verklaard door de militaire steun van Rusland aan het regime Assad. Onderstaande kaart geeft het officiële standpunt per land weer:

Internationale erkenning van
Abchazië en Zuid-Ossetië:
VN-lidstaten die onafhankelijkheid van Abchazië en Zuid-Ossetië erkennen;
Staten die onafhankelijkheid van Abchazië en Zuid-Ossetië niet erkennen.
De facto staten die onafhankelijkheid Abchazië en Zuid-Ossetië erkennen;
De facto staten die onafhankelijkheid Zuid-Ossetië erkennen.

### Tijdlijn van erkenningen
|   | Land      | Datum van erkenning                                         |
| - | --------- | ----------------------------------------------------------- |
| 1 | Rusland   | 26 augustus 2008                                            |
| 2 | Nicaragua | 5 september 2008                                            |
| 3 | Venezuela | 10 september 2009                                           |
| 4 | Nauru     | 15 december (Abchazië) / 16 december (Zuid-Ossetië) 2009    |
| 5 | Syrië     | 29 mei 2018                                                 |
| 6 | Vanuatu   | 23 mei 2011 (alleen Abchazië), op 12 juli 2013 ingetrokken. |
| 7 | Tuvalu    | 18/19 september 2011, op 31 maart 2014 ingetrokken.         |

|  | Landen die momenteel onafhankelijkheid erkennen         |
|  | Landen die hun erkenning hebben ingetrokken of bevroren |

### Andere entiteiten
- Transnistrië, zelf een niet-erkende republiek in Moldavië, heeft de onafhankelijkheid van beide gebieden op 17 november 2006 erkend.[17]
- Nagorno-Karabach, zelf een niet erkende republiek in Azerbeidzjan, zou Abchazië sinds 17 november 2006 erkennen.[18][19] Nagorno-Karabach hield zelf in 2023 feitelijk op te bestaan als de facto land.
- De leiders van Hamas spraken hun sympathie en felicitaties uit na de Russische erkenning van beide regio's.[20]
- Het Parlement van de Moldavische autonome regio Gagaoezië erkende op 19 september 2008 de onafhankelijkheid van beide regio's en verzocht de President en het parlement van Moldavië dat te volgen.[21]
- Sahrawi Arabische Democratische Republiek (Westelijke Sahara) heeft op 29 september 2010 de onafhankelijkheid van Zuid-Ossetië erkend.[22]
- In de loop van 2015 erkenden de Oost-Oekraïense afscheidingsrepublieken Volksrepubliek Donetsk en Volksrepubliek Loegansk de republiek Zuid-Ossetië. Donetsk erkende ook Abchazië.[23][24] Op 10 maart 2022 heeft de Volksrepubliek Loegansk ook Abchazië erkend.[25] Door de formele annexatie door Rusland op 5 oktober 2022 van beide zelfverklaarde republieken kwam hun erkenning van Abchazië en Zuid-Ossetië te vervallen.